# Хуија
Хуија (лат. Heteralocha acutirostris) је изумрла врста птице певачице са Северног острва Новог Зеланда, из породице Callaeidae, ендемичне за ова острва. Овој породици припада још тијеке и кокако.

## Опис
Хуија је најпознатија по изразитом полном диморфизму у облику кљуна. Мужјаци су имали кратак кљун, дугачак 6 цм, сличан детлићевом. Женкин кљун је био дужи и тањи, повијен надоле, дугачак 10 цм. Дужина ових птица је износила око пола метра. Женке су биле мало веће. Боја перја им је била црна са зеленим одсјајем. Имале су меснате наранџасте ресе код корена кљуна, сличне петловим. 

## Изумирање
Узрок изумирања врсте је прекомеран лов и уништавање станишта. Хуија је последњи пут поуздано виђена 28. децембра 1907. године на Тараруа планинама. Тада су виђене три јединке.